# Arthur Christopher Lancelot Stanley-Clarke
Arthur Christopher Lancelot Stanley-Clarke, britanski general, * 30. junij 1886, Brighton, Sussex, Anglija, † 8. januar 1983, Dublin, Irska.